# Pristocorypha solivaga
Pristocorypha solivaga är en insektsart som beskrevs av Rehn, J.A.G. 1940. Pristocorypha solivaga ingår i släktet Pristocorypha och familjen gräshoppor. Inga underarter finns listade i Catalogue of Life.